# Transfobija
Transfobija je koncept sličan homofobiji, koji je povezan sa stigmatizacijom ljudi koji usvajaju atipične rodne kategorije ili poseduju određen nivo neusklađenosti između biološkog pola i rodnog izražavanja.  Trаnsfobijа se može opisаti kаo irаcionаlаn strаh od neusаglаšenosti polovа ili rodne trаnsgresije, poput strаhа od, ili odbojnosti premа, muškаrаstim ženаmа, ženskаstim muškаrcimа, kros dreserimа, trаnsrodnim osobа, trаnsseksuаlcimа i drugim koji se ne uklаpаju u postojeći stereotip o polu koji su dobili rođenjem.
Brojni primeri u pojedinim društvima u svetu ukazuju na to da transrodna populacija ne uživa u potpunosti svoja ljudska prava, (iako je diskriminacija na osnovu seksualne orijentacije i rodnog identiteta zabranjena zakonom), što je izraženije u društvima koje teško prihvataju različitosti, postupanje prema transrodnim osobama i neretko se odražava i na postupanje institucija, te da u takvim slučajevima diskriminacijom izazvana transfobija preti da postane sistemska.
U osnovi transfobije je stigma, koja u sebi sadrži nekoliko komponenti koje mogu imati negativan uticaj na zdravlje i blagostanje rodnih manjina. A ona nastaje pre svega kao posledica činjenice; da je ljudima čiji je osećaj za rod u skladu sa biološkim polom izuzetno teško da razumeju transrodnost. Ona tako u društvu često postaje stigmatizovana, osuđivana, odbačena kao hir ili perverzija, iako je u pitanju legitiman izraz ličnosti koji nekim ljudima naprosto jeste sasvim prirodan, a koji sadrži neverovatan potencijal za pomeranje granica onoga što mislimo da znamo o identitetu, polu i rodu.

## Transfobično nasilje
Transfobično nasilje, kao jedan od oblika nasilja, javlja se vrlo rano u obrazovnom životu transrodnih osoba. Razni oblici nasilja poput verbalnog zlostavljanja, fizičkog i seksualnog nasilja i uznemiravanja prisutni su već u vrtiću, a nastavljaju biti prisutni i u osnovnoj i srednjoj školi, fakultetima i univerzitetima. Transrodne osobe bivaju uznemiravane od strane kako učenika tako i učitelja, što kod njih stvara osjećaj izolovanosti i veliku potrebu da sakriju svoj rodni identitet kako ne bi bile diskriminirane. Sa ovim problemima transrodne osobe se susreću ne samo u školi, nego i kasnije na radnom mestu, i u mnogim drugim životnim situacijam.

## Značaj razumevanja transfobije
Kako bi se transfobija razumela potrebno je prvo razumeti šta je rod i šta znači transrodnost. Iako mnogi ljudi pogrešno vežu rod i pol, rod se ne sme poistovećivati sa polom.
Transrodnost
Transrodnost je opšti pojam koji se primenjuje na pojedince, ponašanja i grupe koje uključuju tendencije koje odstupaju od uobičajene uloge rodova.
Transrodnost je stanje rodnog identiteta osobe (samoidentifikacija kao muškarac, žena, nijedno ili oboje) koje se ne poklapa sa dodeljenim rodom (identifikacija kao muškarac, žena ili interseksualna osoba bazirana na biološkim osobinama) te osobe. 
Transrodnost ne implicira nijednu specifičnu seksualnu orijentaciju; transrodni ljudi mogu da se identifikuju kao heteroseksualci, homoseksualci, biseksualci, panseksualci, poliseksualci ili aseksualci; postoje i ideje da konvencionalne kategorije seksualne orijentacije nisu adekvatne ili primenjive na transrodne osobe.
Rod
Rod je društvena konstrukcija; a od pojedinaca se očekuje da se ponašaju i izražavaju u skladu s društveno propisanim rodnim ulogama koje su im dodeljene na principima njihovog pola.
Rodne uloge društveno su formirane – i jasno određuju ulogu žene, odnosno muškarca i njihovo ponašanje, počevši od emocionalnih karakteristika pa do fizičkog izgleda, oblačenja, načina ponašanja i sl. Pojedine nepisane norme kao što su: „to dečaci ne rade“, „ove igračke nisu za devojčicu“, „to je ženski posao“, „nemoj hodati tako, hodaš kao muško“ itd, duboko su ukorenjene u nama, a svako njihovo prekoračivanje je neprihvaćeno i zabranjivano.

## Transfobija i zdravlje
Tokom godine pre američkog istraživanja iz 2015. godine:
- 59% ispitanika je izjavilo da izbegava korišćenje javnog toaleta iz straha od nasilja ili uznemiravanja,

- 32% je ograničilo količinu koju su jeli ili pili kako bi izbegli korišćenje javnog toaleta,

- 8% je prijavilo da pati od infekcije urinarnog trakta, infekcije bubrega ili drugog problema sa bubrezima kao rezultat izbegavanja javnih toaleta.

- 33% je izjavilo da ima negativna iskustva sa zdravstvenim radnicima u vezi sa transrodnošću, kao što je verbalno uznemiravanje ili uskraćivanje lečenja,

- 23% je izjavilo da nisu tražili lečenje zbog nekog stanja iz straha da će biti maltretirani,

- 33% nije tražilo lečenje jer nisu mogli da ga priušte.

Tokom meseca pre istraživanja, 39% američkih transrodnih osoba iskusilo je veliki psihološki stres, u poređenju sa 5% opšte populacije u Sjedinjenim Američkim Država. 40% je pokušalo samoubistvo u nekom trenutku svog života, u poređenju sa 4,6% američke populacije. Podrška porodice i zajednice bila je u korelaciji sa daleko nižim stopama pokušaja samoubistva i velikog psihičkog stresa.
Studija sprovedena na transrodnim ženama obojene kože u San Francisku pokazala je veću korelaciju između transfobije i rizika da se transrodne žene upuste u rizično ponašanje od HIV-a. 
Studija pokazuje da se transrodni mladi suočavaju sa društvenom diskriminacijom i možda nemaju društveni uzor. Mlade osobe u ovoj grupi su pokazale veći rizik od upuštanja u nezaštićene receptivne analne odnose kada je izloženost transfobiji visoka. Stoga, prema studiji pokazuje korelaciju između transfobije i visokog rizika od HIV-a.

### Mentalno zdravlje i transfobija
Ljudi koji su transrodni imaju veću verovatnoću da dožive neku vrstu psihičkog stresa zbog uznemiravanja i diskriminacije koje dolazi sa transfobijom. Administratori za studentska pitanja u visokom obrazovanju sproveli su državnu anketu na univerzitetskim kampusima ispitujući psihološke efekte na transrodne osobe, sa veličinom uzorka od 86 ispitanika, od kojih je 54%  izjavilo da je ranije prisustvovalo psihološkom savetovanju, a 10% je bilo hospitalizovano u vezi sa mentalnim zdravljem. Konačni rezultati studije pokazuju da je duplo više učesnika koji su sebe smatrali transrodnim (43%) upustilo u samopovređivanje, u odnosu na one koji su sebe smatrali muškarcima ili ženom (16%).
Prema Virupakši, Muralidharu i Ramakrišni, pokušaji samoubistva među transrodnim osobama širom sveta kreću se od 32% do 50%. U Indiji, 31% do 50% transrodnih osoba je pokušalo da izvrši samoubistvo pre 20. godine života. Dok je 50% transrodnih osoba u Australiji i 45% onih u Engleskoj pokušalo je da izvrši samoubistvo bar jednom. U Sjedinjenim Američkim Državama, pokušaji samoubistva koje su prijavili transrodni i rodno nekonformni odrasli premašuju stopu opšte populacije: 41% naspram 4,6 procenata.  Samo u San Francisku, stopa pokušaja samoubistva među transrodnim osobama je ukupno 32%, a za mlađe od 25 godina ona iznosi 50%.
Prema studiji Transphobia Among Transgenders of Color koju je sproveo Univerzitet u Kaliforniji u San Francisku, transfobija utiče na psihološku ranjivost transrodnih osoba druge boje kože i u poređenju sa onima drugih etničkih grupa. Dela transfobije, kao što su neopravdano uskraćivanje usluga, nepravedno otpuštanje sa radnih mesta ili stigmatizacija, imaju dalekosežne efekte na subjekte kao što su nisko samopoštovanje, slab učinak, stres, povlačenje ili čak depresija. Kada je reč o manjinama, za koje je već dokazano da su izložene raznim oblicima diskriminacije, posledice su još preuveličane. Transrodne obojene osobe su u većoj meri povezane sa depresijom nego njihove kolege bele boje kože.
Informacije o efektima transfobije u odnosu na manjinske identitete nisu dobro dokumentovane. U pregledu istraživanja mentalnog zdravlja iz 2018. godine u vezi sa transrodnim osobama, samo 4 od 77 pregledanih studija ispitale su intersekcionalnost transrodnih i rasnih identiteta. Postojale su i druge studije koje su uključivale nesrazmerno veliki broj transrodnih pojedinaca raspoređenih u više manjinskih grupa, ali autori primećuju da je teško reći da li se ove studije generalizuju na transrodnu/rodno nekonformističku zajednicu u celini zbog nedostatka opsežnih studija.
Da bi pomogli transrodnim osobama da prođu kroz traumatska iskustva, stres manjina i internalizovanu transfobiju, praktičari mentalnog zdravlja su počeli da integrišu rodno afirmativni model u:
- kognitivnu bihejvioralnu terapiju,[15]

- terapiju usmerenu na osobu,[16]

- terapiju prihvatanja i posvećenosti.[17]